# Gamás
Gamás je obec v maďarské župě Somogy. V roce 2011 zde žilo 735 obyvatel.

## Pamětihodnosti
V obci stojí památkově chráněný římskokatolický kostel z roku 1814. Původní barokní budova byla přestavěna v roce 1886 a po požáru celé kostelní věže[kdy?] byla vystavěna v roce 1947 věž nová. V roce 2014 byl kostel renovován.
V roce 2016 byl v Gamásu odhalen kamenný pomník padlým první a druhé světové války.